# Triphosa obsoletaria
Triphosa obsoletaria là một loài bướm đêm trong họ Geometridae.